# Toronto Sun
Il Toronto Sun è un quotidiano canadese in lingua inglese pubblicato quotidianamente a Toronto, nell'Ontario.

## Storia

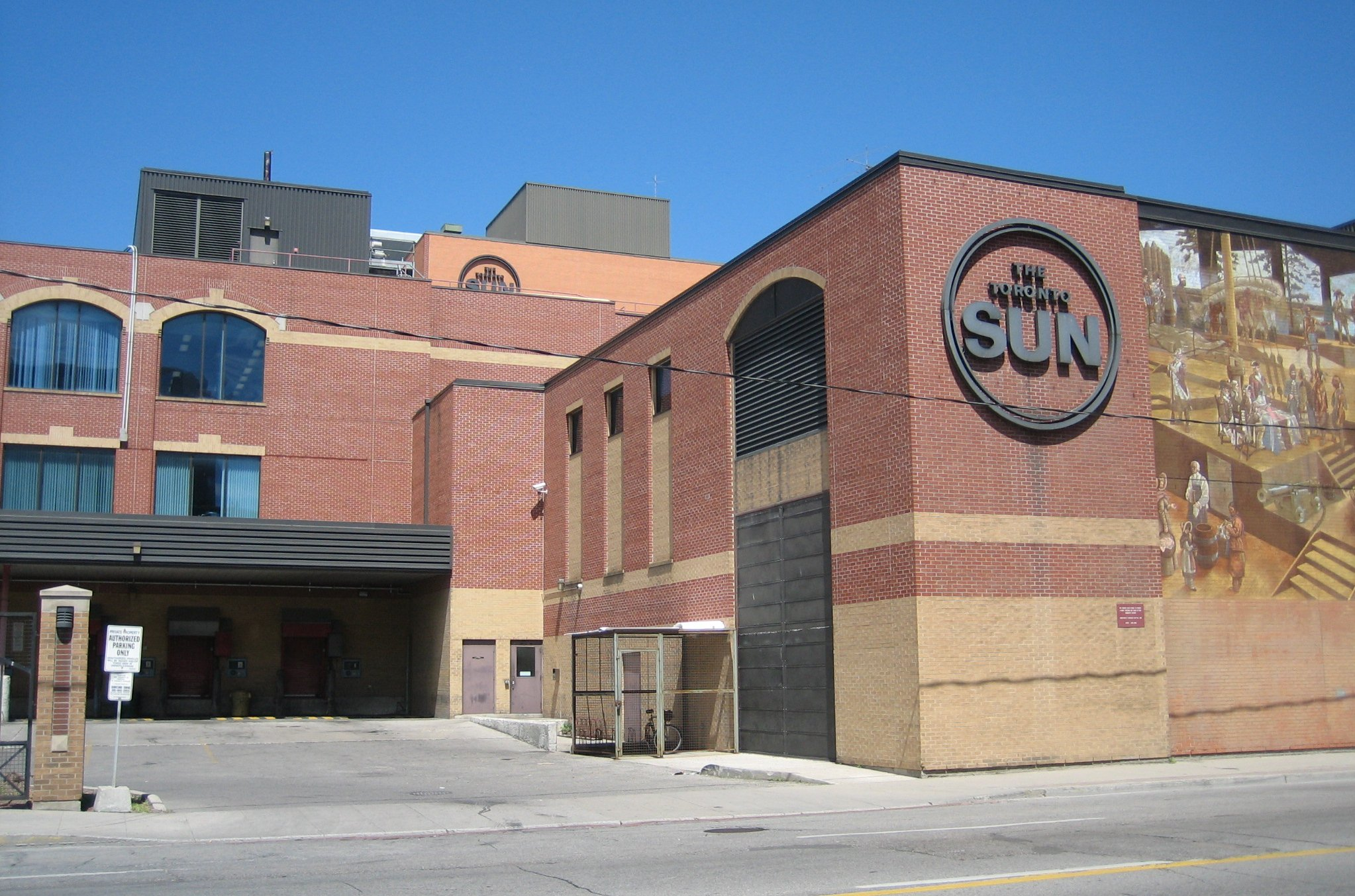
TL'ex Toronto Sun building in 333 King Street East nel 2007.

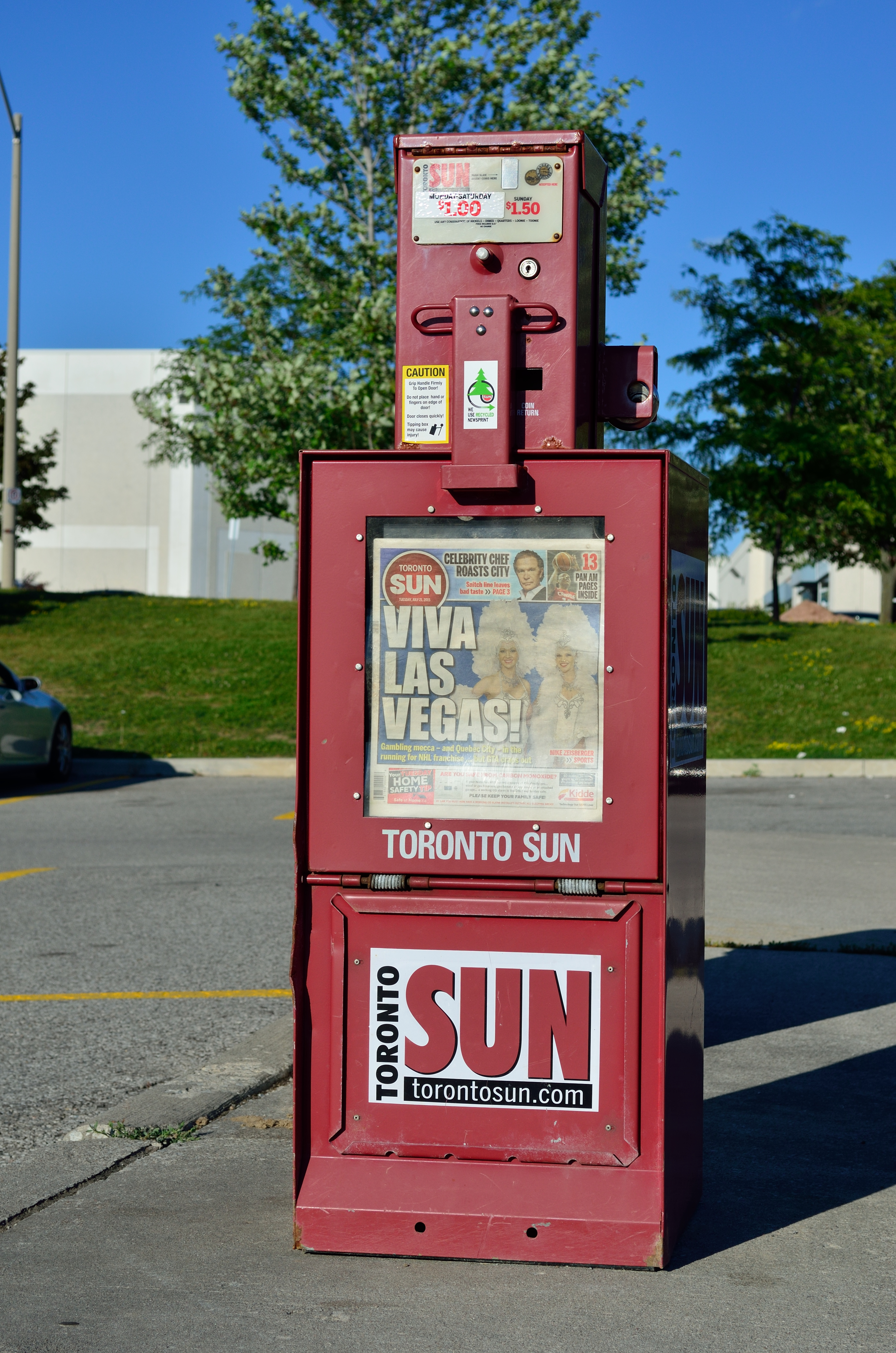
Distributore del Toronto Sun

Il Sun è stato pubblicato per la prima volta il 1º novembre 1971, il lunedì dopo la scomparsa del Toronto Telegram, un periodico conservatore. Molti degli autori e dipendenti del Telegram si erano trasferiti al nuovo giornale e il Sun possiede anche gli archivi del Telegram.
Alla fine del 2007, il Sun aveva una circolazione dal lunedì al sabato di circa 180 000 copie e alla domenica di 310.000.
Il Sun è di proprietà di Postmedia in seguito all'acquisto nel 2015 di Sun Media da Quebecor. Torstar, la società madre del Toronto Star, una volta ha tentato di acquistare il Sun. Il giornale, che vanta lo slogan "Toronto's Other Voice" ha acquisito una stazione televisiva da Craig Media nel 2005, che è stata ribattezzata SUN TV e successivamente trasformata in Sun News Network fino alla sua scomparsa nel 2015. Verso la metà degli anni 2000, la parola "The" è stata eliminata dal nome del giornale e il giornale ha adottato il suo logo attuale.
Il Toronto Sun era originariamente pubblicato in uno spazio in affitto presso l'Eclipse White Wear Company Building al 322 King Street West. Nel 1975, il giornale si trasferì nel Toronto Sun Building al 333 di King Street East, che alla fine fu ampliato a sei piani per soddisfare a tutte le necessità del giornale. Nel 2010, l'edificio è stato venduto alla società di sviluppo immobiliare First Gulf, la Sun ha consolidato le sue attività al secondo piano ed è rimasta nell'edificio fino al 2016.
A seguito dell'acquisizione della catena di giornali Sun da parte di PostMedia nel 2015, è stato annunciato che il personale e le operazioni di Toronto Sun si trasferiranno al 365 Bloor Street East, lo stesso edificio che ospita il National Post, ma che i due giornali manterranno redazioni separate. Il trasferimento è avvenuto nel marzo 2016.